# 平野力三
平野 力三（ひらの りきぞう、1898年11月5日 - 1981年12月17日）は、日本の農民運動家、政治家。国家社会主義者。のち反資本・反ファッショ・反共農民運動の指導者となる。数々の政党結成に関わり「政界の策士」と呼ばれ、戦後も衆議院議員として活動し、片山内閣の農林大臣を務めた。
兄に平野増吉、夫人の平野成子は日本社会党参議院議員。二女の平野義子は「呼び屋」と呼ばれた神彰の後妻となった。三女の平野照子は、民社党で活動した。自由民主党衆議院議員から岐阜県知事を務めた平野三郎は甥にあたる。

## 来歴・人物
1898年（明治31年）11月5日岐阜県郡上郡大和村（現郡上市）に生まれる。1920年（大正9年）拓殖大学中国語科を経て、1923年（大正12年）早稲田大学政経科を卒業する。
建設者同盟をへて山梨県の農民運動を指導し、1924年（大正14年）日本農民組合(日農)山梨県連主事となる。1926年（大正15年）に日農の左傾化に反発して離脱し、全日本農民組合同盟を結成して会長に就任。同年10月に日本農民党を独自に結成し、幹事長に就任。
社会民衆党の結成に関わるが、安部磯雄と対立、1928年（昭和3年）に日本農民党は日本労農党と合併して日本大衆党を結成し、平野は書記長に就任するが、第56回帝国議会での政府案賛成とひきかえに張作霖問題などを抱える田中義一首相から相当額を受領したことなどが暴露され、1929年（昭和4年）5月16日、党紀撹乱者として他の幹部ら4人とともに除名される(清党事件)。
その後も田中・宇垣一成ら軍部首脳との関係は深く、1932年（昭和7年）に日本国家社会党を組織し、更に在郷軍人団体と農民の提携を打ち出し1933年（昭和8年）に皇道会を結成して常任幹事に就任する。1936年（昭和11年）に行われた第19回衆議院議員総選挙に皇道会公認で山梨県から立候補し、当選。以後、通算8期務める。
戦後、日本社会党結成に参加する。社会党では右派に所属し、常任中央執行委員などを歴任する。1947年（昭和22年）2月には反資本・反ファッショ・反共産の三反主義を掲げて全国農民組合を結成した。
同年の第23回衆議院議員総選挙で社会党が第一党となり片山内閣が成立すると農林大臣として入閣するが、内閣官房長官の西尾末広と対立し、罷免される。日本国憲法下における閣僚罷免1例目であった。
1948年1月13日、中央公職適否審査委員会は平野を公職追放令に該当する者と決定。同年2月、日本の司法判断では公職追放に該当しない仮処分が下されたが、GHQの圧力により「超法規的措置であるから日本の司法判断は及ばない」として、公職追放処分が決定した（平野事件）。これに不満を持った平野派は片山内閣に非協力的となり、うち16名は2月17日、社会党を離党し社会革新党を結成した。この公職追放に関連する一連の騒動は、GHQ民政局と前首相の吉田茂らとの対立に巻き込まれた形だとも言われている。
1950年（昭和25年）10月13日に追放が解除されると政界に復帰。1951年（昭和26年）には社会民主党を結成し委員長に就任、翌1952年（昭和27年）に農民協同党と合同して協同党を結成し引き続き委員長となる。同年10月社会党右派に合流する。
しかし、保全経済会事件に顧問として関与したことから、1954年（昭和29年）に事情聴取を受ける。その後2月に衆議院で証人喚問をされ、伊藤斗福理事長の話として「自由党の広川弘禅を通じて池田勇人・佐藤栄作に3000万円、改進党の重光葵と大麻唯男に2000万円、鳩山一郎と三木武吉に1000万円を、それぞれ献金した」と証言する。結局、平野はこの責を取る形で社会党右派を離党、1955年衆院選では無所属で出馬するが落選に終わる。
その後、1956年の参院選・1958年衆院選・1967年衆院選に出馬するものの、何れも落選に終わる。
政界引退後は、日刊農業新聞社長となった。
1970年代にアメリカの公文書館に対してGHQの公開された内部文書を請求し、自身の公職追放が不当であるとし、ジミー・カーター大統領に名誉回復と2億円の賠償請求を求め、カーターからは遺憾のメッセージとアメリカ上院の名誉回復決議を引き出した。
1969年叙勲二等授旭日重光章。1981年叙従三位。

## 編著書
- 『社会思潮十講 建設者同盟講演集』編. 同人社書店, 1922
- 『農地国家管理法案』農地制度改革同盟 1941
- 『日本農業政策と農地問題』一杉書店 1943
- 『平野力三国会活動報告 私は農民の為に斯く斗った』全国農民組合総本部 1953
- 『日本農業の新路線 兼業本命への道』日刊農業新聞社 1971
- 『農地改革闘争の歴史』日刊農業新聞社 1972

追悼録
- 『悲運の農相・平野力三 元農林大臣・平野力三先生追想録』平野力三追想録刊行会 1982